# 過酸化リチウム
過酸化リチウム（かさんかリチウム、英: Lithium peroxide）はリチウムの過酸化物で、化学式Li2O2で表される無機化合物。

## 反応
195℃で分解し、酸素を放出して酸化リチウムとなる。
{\displaystyle {\ce {2Li2O2 -> 2Li2O + O2}}}
工業的には、過酸化水素と水酸化リチウムを反応させたのち脱水して製造する。
{\displaystyle {\ce {LiOH\cdot H2O\ +H2O2->LiOOH\cdot H2O\ +H2O}}}
{\displaystyle {\ce {2LiOOH\cdot H2O->Li2O2\ +H2O2\ +2H2O}}}
二酸化炭素と反応して酸素を放出するため、宇宙船の空気清浄機などに使用される。
{\displaystyle {\ce {2Li2O2\ + 2CO2 -> 2Li2CO3\ + O2}}}

## 安全性
酸化剤であり、水、有機物、金属の酸化物や塩などと反応するため、これらのものと離して保管する必要がある。

## 法規制
日本の消防法において、第一類危険物(酸化性固体)である無機過酸化物に属する。